# Supermodified
Supermodified is het derde album uit 2000 van Amon Tobin onder het label Ninja Tune. Het album wijkt af van zijn vorige albums door de gevarieerde stijlen.
Verschillende nummers van Amon Tobin's Supermodified kwamen voor in de film documentaire van de 2003 Gumball 3000 Rally. De nummers bevatte onder andere "Natureland", "Slowly" en "Get Your Snack On".
Het nummer "Saboteur" kwam voor in de film The Italian Job (2003).
Het nummer "Slowly" kwam voor in ES footwear's film "Menikmati."
Het nummer "Four Ton Mantis" kwam voor in een reclame voor "Death Note" op adult swim.
Het nummer "Four Ton Mantis" kwam ook voor in "Paul Rodriguez's Forecast voor Mike-Mo Capaldi's programma.

## Tracklist
Alle nummers zijn door Amon Tobin geschreven.
1. "Get Your Snack On" – 4:22
2. "Four Ton Mantis" – 4:45
3. "Slowly" – 5:37
4. "Marine Machines" – 5:45
5. "Golfer vrs Boxer" – 6:17
6. "Deo" – 6:44
7. "Precursor" featuring Quadraceptor – 4:39
8. "Saboteur" – 5:18
9. "Chocolate Lovely" – 6:03
10. "Rhino Jockey" – 7:28
11. "Keepin' It Steel (The Anvil Track)" – 4:29
12. "Natureland" – 5:48